# 1966-os labdarúgó-világbajnokság-selejtező (UEFA – 2. csoport)
Az 1966-os labdarúgó-világbajnokság európai 2. selejtezőcsoportjának mérkőzéseit, és a csoport végeredményét tartalmazó lapja. A csoportban körmérkőzéses, oda-visszavágós rendszerben játszottak egymással a labdarúgó-válogatottak. A selejtezőket 1964. november 4. és 1965. november 14. között rendezték. A csoport győztese automatikus résztvevője lett az 1966-os labdarúgó-világbajnokságnak.
A csoportban Ciprus, az NSZK és Svédország szerepelt.
Az NSZK jutott ki az 1966-os világbajnokságra.

## Tabella
| Hely. | Csapat     | M | Gy | D | V | G+ | G– | Gk  | P | Továbbjutás                          |     | Nyugat-Németország | Svédország | Ciprusi Köztársaság |
| ----- | ---------- | - | -- | - | - | -- | -- | --- | - | ------------------------------------ | --- | ------------------ | ---------- | ------------------- |
| 1.    | NSZK       | 4 | 3  | 1 | 0 | 14 | 2  | +12 | 7 | Kijutott az 1966-os világbajnokságra |     | —                  | 1–1        | 5–0                 |
| 2.    | Svédország | 4 | 2  | 1 | 1 | 10 | 3  | +7  | 5 |                                      |     | 1–2                | —          | 3–0                 |
| 3.    | Ciprus     | 4 | 0  | 0 | 4 | 0  | 19 | −19 | 0 |                                      | 0–6 | 0–5                | —          |                     |

## Mérkőzések
| 1964. november 4. |

| NSZK             | 1–1         | Svédország |
| ---------------- | ----------- | ---------- |
| Brunnenmeier 24' | Jegyzőkönyv | Hamrin 86' |

| Olimpiai Stadion, Nyugat-Berlin Nézőszám: 74 000 Játékvezető: Gottfried Dienst (svájci) |

| 1965. április 24. |

| NSZK                                                  | 5–0         | Ciprus |
| ----------------------------------------------------- | ----------- | ------ |
| Sieloff 16' (11-esből) 35' Overath 22' 85' Strehl 69' | Jegyzőkönyv |        |

| Wildparkstadion, Karlsruhe Nézőszám: 39 675 Játékvezető: Norman Mootz (luxemburgi) |

| 1965. május 5. |

| Svédország                    | 3–0         | Ciprus |
| ----------------------------- | ----------- | ------ |
| Simonsson 25' 73' Jonsson 55' | Jegyzőkönyv |        |

| Idrottsparken, Norrköping Nézőszám: 15 796 Játékvezető: Magnús Petursson (izlandi) |

| 1965. szeptember 26. |

| Svédország  | 1–2         | NSZK                  |
| ----------- | ----------- | --------------------- |
| Jonsson 44' | Jegyzőkönyv | Krämer 45' Seeler 54' |

| Råsunda Stadion, Stockholm Nézőszám: 52 943 Játékvezető: Kenneth Dagnall (angol) |

| 1965. november 7. |

| Ciprus | 0–5         | Svédország                                        |
| ------ | ----------- | ------------------------------------------------- |
|        | Jegyzőkönyv | Granström 24' 25' Kindvall 37' B. Larsson 40' 87' |

| Famagusta Nézőszám: 2716 Játékvezető: Zsolt István (magyar) |

| 1965. november 14. |

| Ciprus | 0–6         | NSZK                                                                        |
| ------ | ----------- | --------------------------------------------------------------------------- |
|        | Jegyzőkönyv | Heiß 30' Krämer 32' Szymaniak 57' Brunnenmeier 82' 88' Panajótu 87' (öngól) |

| GSZP Stadion, Nicosia Nézőszám: 3412 Játékvezető: Francesco Francescon (olasz) |